# Aldwych Theatre
El Aldwych Theatre o Teatro Aldwych es un teatro del West End situado en Aldwych, en la Ciudad de Westminster de Londres (Reino Unido). Fue declarado monumento clasificado de grado II el 20 de julio de 1971. Su aforo es de mil doscientos asientos, dispuestos en tres niveles.

## Historia

### Orígenes
El teatro fue construido en Aldwych, poco después de su apertura, como pareja del Waldorf Theatre, actualmente conocido como Novello Theatre. Ambos edificios fueron diseñados en estilo barroco eduardiano por W. G. R. Sprague. El Aldwych Theatre fue financiado por Seymour Hicks en asociación con el impresario estadounidense Charles Frohman y construido por Walter Wallis de Balham.
El teatro abrió sus puertas el 23 de diciembre de 1905 con la producción Blue Bell, una nueva versión de la popular pantomima de Hicks Bluebell in Fairyland. En 1906 se representó en el teatro la obra de Hicks The Beauty of Bath, seguida en 1907 por The Gay Gordons. En febrero de 1913, el teatro fue usado por Serguéi Diáguilev y Vaslav Nijinsky para realizar los primeros ensayos de La consagración de la primavera antes de su estreno en París en el mes de mayo. En 1920, Basil Rathbone interpretó al mayor Wharton en The Unknown.
Entre 1923 y 1933, el teatro albergó la serie de doce farsas conocidas como las «farsas de Aldwych», la mayoría de las cuales fueron escritas por Ben Travers. Entre los miembros de la compañía que representaba habitualmente estas farsas se encontraban Ralph Lynn, Tom Walls, Ethel Coleridge, Gordon James, Mary Brough, Winifred Shotter y Robertson Hare. En 1933, Richard Tauber protagonizó una nueva versión de Das Dreimäderlhaus en el Aldwych Theatre con el título de Lilac Time. Desde mediados de la década de 1930 hasta en torno a 1960, el teatro fue propiedad de la familia Abrahams.

### La posguerra y la Royal Shakespeare Company
En 1949, Laurence Olivier dirigió la primera producción en Londres de Un tranvía llamado Deseo de Tennessee Williams en el Aldwych Theatre, protagonizada por la esposa de Olivier, Vivien Leigh, como Blanche DuBois, que posteriormente ganaría un Óscar por su papel en la película de 1951 que adaptó al cine la obra de Williams. Bonar Colleano coprotagonizó la obra como Stanley Kowalski.
El 15 de diciembre de 1960, tras intensas especulaciones, se anunció que la Royal Shakespeare Company, entonces con sede en Stratford-upon-Avon y bajo la dirección de Peter Hall, usaría el Aldwych Theatre como su base en Londres durante los siguientes tres años. Eventualmente, la compañía permanecería allí más de veinte años, hasta que en 1982 se trasladó al Barbican Arts Centre. Poco después, el teatro fue vendido a la Nederlander Organization. Entre las numerosas producciones de la Royal Shakespeare Company representadas en este teatro están Guerra de las Dos Rosas, Ondine con la esposa de Peter Hall, Leslie Caron, The Greeks y Nicholas Nickleby, así como la mayoría de las obras de Shakespeare que se representaban previamente en el Shakespeare Memorial Theatre de Stratford. Durante las ausencias de la compañía, el teatro albergaba el festival anual World Theatre Season, en el cual se representaban obras extranjeras en sus producciones originales, invitadas a Londres por el empresario teatral Peter Daubeny. Este festival se celebró anualmente desde 1964 hasta 1973 y por último en 1975. Por su implicación en estas temporadas de Aldwych, llevadas a cabo sin ningún apoyo oficial, Daubeny fue galardonado con el premio especial del Evening Standard en 1972.

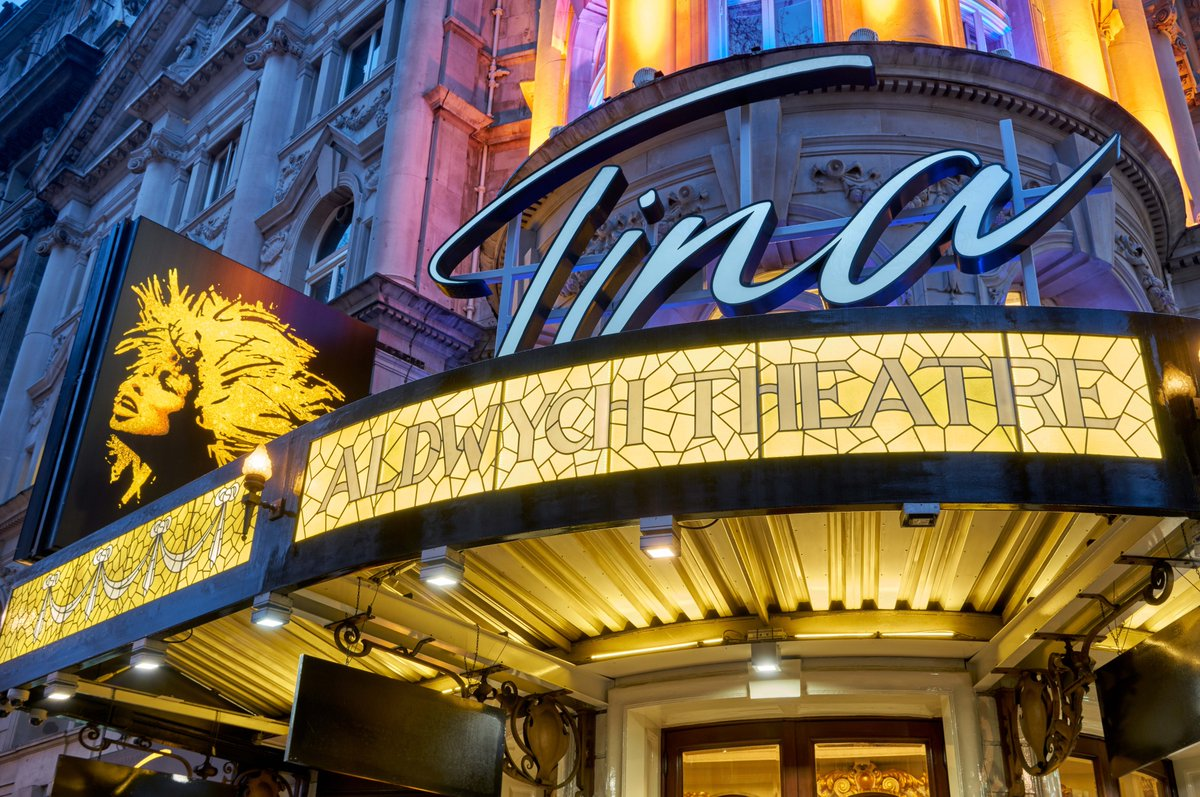
El musical Tina en cartelera en el Aldwych Theatre en 2019.

En 1990 y 1991, Joan Collins protagonizó una nueva versión de Vidas privadas en el Aldwych. El teatro es mencionado en el cuento de Julio Cortázar Instrucciones para John Howell, incluido en la antología Todos los fuegos el fuego.

### sigloXXI
Desde el año 2000, el teatro ha albergado una mezcla de obras de teatro, comedias y musicales. El musical Whistle Down the Wind de Andrew Lloyd Webber se representó hasta 2001, y Fama estuvo en cartelera desde 2002 hasta 2006. Entre 2006 y 2011, el Aldwych albergó la versión británica del musical de Dirty Dancing. Beautiful: The Carole King Musical estuvo en cartelera desde 2015 hasta 2017. En marzo de 2018, el teatro acogió el estreno mundial del musical Tina.